# 前田典子
前田 典子（まえだ のりこ、1965年10月20日 - ）は、大阪府大阪市東住吉区出身の日本のファッションモデル、タレント、パーソナリティー、ファッションプロデューサー。所属事務所はTENCARAT Plume。夫は俳優・モデルの日比野玲。

## 来歴・人物
18歳で関西テレビ『エンドレスナイト』の初代エンドレスギャルズに選ばれる。番組を卒業後、１９歳でモデルデビュー。21歳で上京、「non-no」「CanCam」「with」「MORE」「CLASSY.」などのファッション誌で活躍。25歳の時に、フランスのパリへ遊学。
32歳の時に結婚し、2000年に長男を出産。2005年からは、雑誌『STORY』（光文社）でレギュラーモデルを１０年間務め、２０１５年から雑誌「HERS」（光文社）のカバーモデルを務める。
QVCでは自身のプロデュースによるオリジナルブランド「Rejoove」を展開、さらにラジオやテレビ出演など、活動の場を広げている。
2008年と2010年にはオーストラリアのゴールドコーストマラソン を完走。東京マラソン2009 にも出場している。

## 出演

### 雑誌
- HERS （光文社）
- STORY（光文社）
- 美ST （光文社）
- Gainer （光文社）
- GLOW（宝島社）
- Rejina （グローバルゴルフ）
- EVEN 　（エイ出版）
- Body+（ミディアム）
- からだにいいこと
- 日経ヘルスプルミエ（日経BP社）
- greenie（アルバ）
- BRIO（光文社）
- MINE（講談社）
- LEE（集英社）
- Grazia（講談社）
- 婦人公論（中央公論社）
- CanCam（小学館）
- MORE （集英社）
- non-no（集英社）
- with（講談社）

### CM 広告
- シュガーカット　CM1987年
- 近畿日本ツーリスト　「沖縄キャンペーンガール」1988年
- コカ・コーラ　CM「I  feel Coke　ソフトボール編」1989年
- ダイハツ　ミラ　CM
- 丸井　CM
- 資生堂　「ヌーダ」CM
- バドワイザー　CM
- CABIN　日本たばこ
- マクドナルド　CM
- 日産「セレナ」CM
- ナショナル「ルームエアコン」
- 花王「健康エコナ」
- 花王「アレルクリン」
- ボーダフォン「ハッピーボーナス」
- ダイア建設「タワーグランディア」
- 日本航空 JAL　CM 「旅にアイデア」2009年
- 花王「アタックNEO」
- サントリー「セサミンEプラス」2011年〜
- ヤーマン「トルネードENSローラー」
- トリンプ「ヘルシービューティーレシピ」2013年
- 東急電鉄不動産　「イデアリーナ」
- 花王「Segreta」2017年〜2023年
- VOLVO アンバサダー　2019年〜2020年
- いち瑠　イメージモデル　　2020年〜2021年
- PEARLYGATES  2019年〜2024年

### テレビ
- エンドレスナイト（関西テレビ、1984年7月 - 1984年12月） - 初代エンドレスギャルズ
- ソロモン流　（テレビ東京）2007年　　出演
- あこがれの朝〜Hotel Breakfast〜（BS-i、2007年10月7日 - 2008年3月5日）
- 情報プレゼンター とくダネ!（フジテレビ、2008年9月30日 - 2009年3月） - 火曜日コメンテーター
- NEXT「Teeth 存在証明〜女法歯学者の事件ファイル」（関西テレビ、2008年5月21日 - 2009年6月4日） - 主演・三ツ星典子 役
- a life（東海テレビ、2010年4月4日 - 2010年9月） - ナレーター
- run for money 逃走中（フジテレビ、2011年1月16日）
- ぷれサタ!（東海テレビ、2010年10月 - 2011年9月） - コメンテーター
- モーニングバード!（テレビ朝日、月曜日レギュラー）2011年〜2015年　コメンテーター
- 徹子の部屋　（テレビ朝日）201２年　出演
- ちちんぷいぷい（毎日放送、火曜日→水曜日、レギュラー　2011年10月 - [4]） - 関西ローカル
- ぴんとこな（TBS、2013年7月18日 - 9月） - 澤村多佳子役
- くりぃむクイズ ミラクル9（テレビ朝日） - 不定期出演
- 東京モダン商店　（日本テレビ）
- ヒルナンデス！（日本テレビ）

### ラジオ
- Sieste a la plage（InterFM）
- クロノス（TOKYO FM）
- トーキングウィズ松尾堂（NHK-FM）
- Sweet'n Marble Lovers　日曜DJ（αステーションFM京都）

## プロデュース
- Rejoove（Celebist'a、QVCで展開）

## 著書
- マエノリのチャレンジBEAUTY（メディアファクトリー）、2009年3月17日
- マエノリ美・BODY　エクササイズDVD付き（講談社）、2010年12月8日
- マエノリ流「去年よりキレイ」と言われ続ける習慣術（マガジンハウス）、2012年9月26日
- マエノリSTYLE （宝島社）　2013年11月２５日
- 永遠に「キレイ」を続ける方法　（光文社）２０１５年１０月２０日